# Dawama
La dawama est une pâtisserie tunisienne à base de farine, de pâte d'amande, de sucre, d'œufs, de pistache et de beurre,.